# María Isabel Moreno

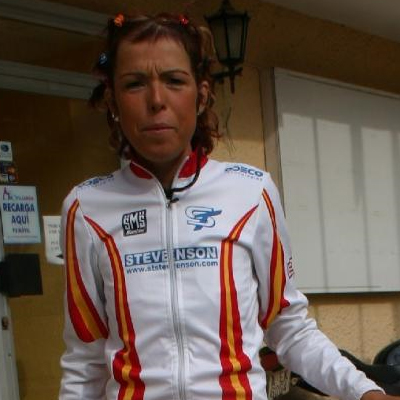

María Isabel Moreno Allué (Ribes de Freser, 2 januari 1981) is een Spaans wielrenster.
In 2003 werd ze Europees kampioene op de weg bij de onder-23.
In 2005, 2006 en 2007 was Moreno nationaal kampioen op de weg van Spanje. In 2007 werd ze ook nationaal kampioene tijdrijden op de weg, en eindigde ze als derde in de Giro Donne.

## Olympische Spelen
In 2008 zou ze voor Spanje deelnemen aan de Olympische Zomerspelen in Peking, maar vanwege een positieve EPO-test mocht ze niet starten.